# Battaglia di Heilsberg
La battaglia di Heilsberg (10 giugno 1807) ebbe luogo nell'ambito della Guerra della quarta coalizione anti-francese e vide fronteggiarsi le truppe dei generali francesi Gioacchino Murat e Jean Lannes contro quelle russe del generale Levin August von Bennigsen.
Nel giugno 1807 il generale russo Bennigsen cercò di avanzare verso ovest ma fu respinto da Napoleone e si ritirò verso Heilsberg ove si trincerò. Il 10 giugno (quattro giorni prima della decisiva battaglia di Friedland) ebbe luogo la battaglia fra le truppe dell'armata francese e quelle russe. I comandanti francesi Murat e Lannes attaccarono i russi di Bennigsen asserragliati in Heilsberg, città fortificata, sita in posizione strategica sulla riva sinistra del fiume Łyna.
Bennigsen respinse l'attacco francese e tenne la posizione ma il giorno successivo dovette ritirarsi verso Friedland (Prawdinsk) per evitare l'accerchiamento e l'interruzione delle linee di rifornimento da parte di Napoleone. Il successo nella battaglia non poté essere sfruttato da Bennigsen. Il tentativo dei francesi di scacciare i russi da Heilsberg fallì ma questa sconfitta non ebbe conseguenze sulla successiva battaglia di Friedland.